# CJF Fleury Loiret Handball
Maillots
Actualités
Dernière mise à jour : 11 janvier 2024.
Le CJF Fleury Loiret Handball est la section féminine de handball du Cercle Jules Ferry Fleury-les-Aubrais. Fondé en 1974 à Fleury-les-Aubrais, en banlieue nord d'Orléans dans le département du Loiret, il a longtemps évolué en Championnat de France de D1 de 2001 à 2022. étant notamment champion de France en 2015 et remportant la Coupe de France en 2014 et la Coupe de la Ligue en 2015 et 2016.
Le 30 novembre 2022, le club est placé en liquidation judiciaire,, à la suite de l'absence du versement de la subvention prévue à l'origine.
Le club retrouve alors un statut amateur, son équipe première évoluant en Nationale 1 (D3) pour la saison 2023-2024

## Historique
Fondé en 1974, le club rejoint pour la première fois l'élite nationale au début des années 2000. Il dispute une saison en première division en 2000-2001, mais est relégué en fin de saison. Après deux années en deuxième division, il retrouve la première division en 2003-2004, après avoir remporté le titre de champion de France de 2e division 2003. Rapidement compétitif, le club se qualifie trois années de suite pour la coupe d'Europe en terminant dans les cinq premiers du championnat de 2004 à 2006. Il dispute également la finale de la coupe de la Ligue 2008, première finale du club, perdue face au Metz Handball (30 à 36). Vers la fin des années 2000, les performances en championnat sont cependant plus irrégulières et le club stagne en bas de classement. 
En 2010, le club passe au statut de Société anonyme sportive professionnelle (SASP) pour structurer sa professionnalisation. Après une saison 2011-2012 décevante, malgré une demi-finale de coupe Challenge, le club termine à la 8e place en championnat et l'entraîneur Christophe Maréchal n'est pas reconduit. 
Pour la saison 2012-2013, sous la direction du nouvel entraîneur Frédéric Bougeant, l’effectif est largement renforcé avec l'arrivée des internationales espagnoles Nely Carla Alberto, Beatriz Fernández Ibáñez et Marta López Herrero, récentes médaillées de bronze aux Jeux olympiques de 2012, et de l'internationale polonaise Karolina Siódmiak, pour encadrer ses jeunes prometteuse comme Manon Houette ou Gnonsiane Niombla. L'effectif est encore amélioré à l'hiver 2013 avec l'arrivée de Marta Mangué, capitaine de la sélection espagnole et joueuse majeure du monde du handball.

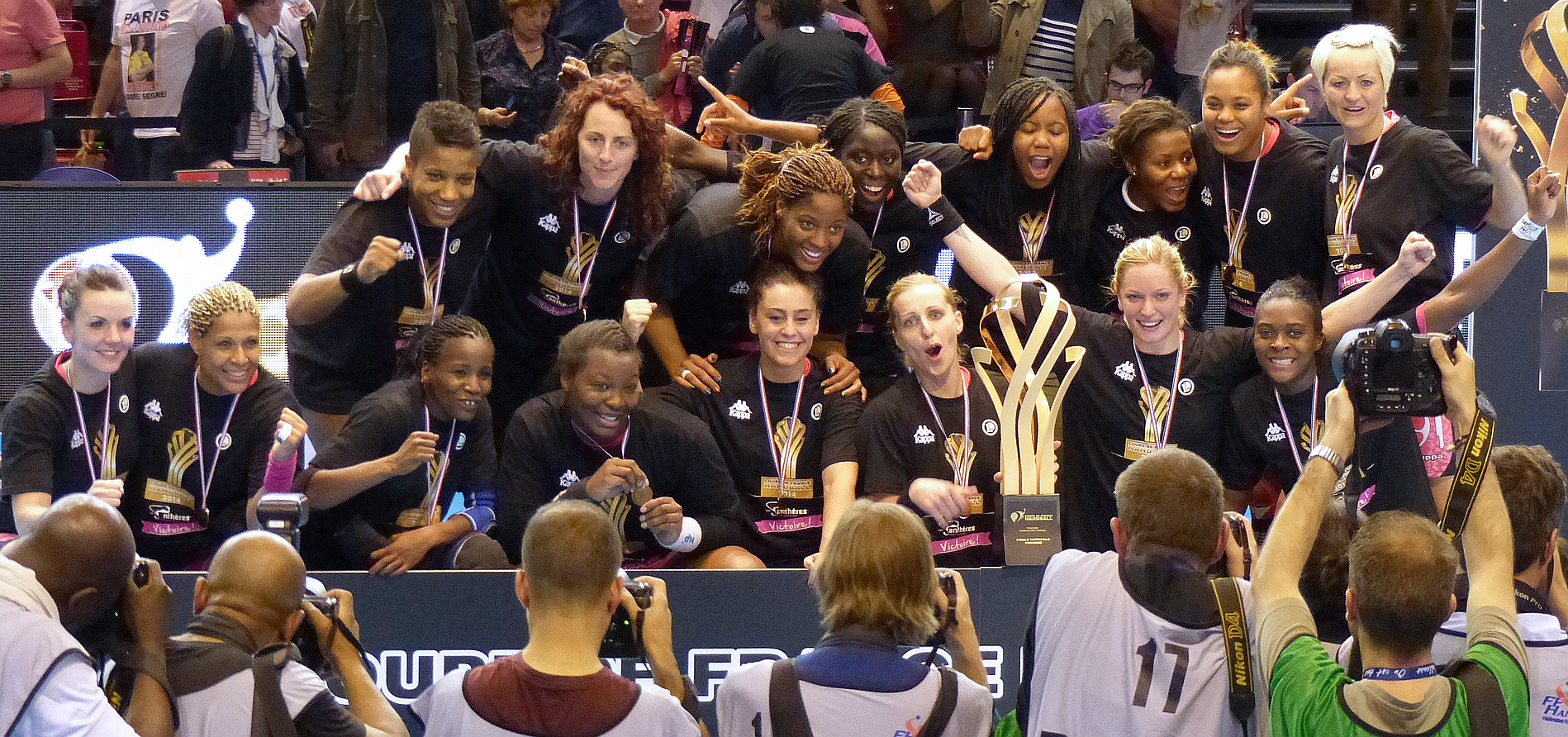
Vainqueur de la coupe de France 2014

Après une saison 2012-2013 réussie et une place de vice-championne de France (défaite de justesse en finale face à Metz), le club se renforce encore en faisant signer l'internationale française Audrey Bruneau et la gardienne internationale brésilienne Darly Zoqbi de Paula. Pour la saison 2013-2014, Fleury-Loiret confirme sa progression en remportant le premier titre de son histoire, la Coupe de France 2014, grâce à une victoire 20 à 18 face à Issy Paris Hand.
En 2015, misant sur la stabilité après les seules arrivées d'Alexandrina Barbosa et Roseline Ngo Leyi, Fleury remporte rapidement un deuxième titre en disposant de l'Union Mios Biganos-Bègles (32-31) en finale de la Coupe de la Ligue 2015. Cette même saison, après un beau parcours qui les voit éliminer notamment les russes de Zvezda Zvenigorod en quarts de finale et les autrichiennes de Hypo Niederösterreich en demi-finale, le club atteint la finale de la Coupe des vainqueurs de coupes 2014-2015. Pour leur première finale européenne, les fleuryssoises s'inclinent face aux danoises du FC Midtjylland Håndbold (défaite 24 à 19 au retour après avoir remporté l'aller 23-22 à domicile). L'arrière gauche de Fleury, Alexandrina Barbosa termine meilleure marqueuse de la compétition avec 64 buts. Le club conclut cette saison historique en devenant champion de France, pour la première fois de son histoire, après avoir dominé Issy Paris Hand en finale (22-21 puis 31-24).
Pour sa première participation en Ligue des champions, Fleury, opposée aux hongroises de Ferencváros TC, aux allemandes du Thüringer HC et aux croates du ŽRK Podravka Koprivnica,  réalise un bon premier tour qui lui permet de se qualifier pour le tour principal avec quatre points. Cependant, avec seulement deux matchs nuls décrochés en six matchs au tour principal, les loirétaines échouent à se qualifier pour les quarts de finale. L'équipe rebondit rapidement en s'adjugeant un nouveau titre en finale de la Coupe de la Ligue 2016 fin mars, pour la dernière édition de la compétition. En fin de saison, Fleury échoue néanmoins à conserver son titre de champion de France, défait en finale par Metz. Cette défaite constitue la fin d'un cycle pour le club qui doit faire face aux départs de nombreuses joueuses cadres comme Darly Zoqbi de Paula, Gnonsiane Niombla, Alexandrina Barbosa, Manon Houette, Marta López Herrero et Estelle Nze Minko, ainsi qu'à celui de son entraîneur Frédéric Bougeant, grand artisan de la période de succès entre 2012 et 2016, où le club aura remporté un titre de champion de France, une Coupe de France, deux Coupes de la Ligue et disputé une finale en Coupe d'Europe des vainqueurs de Coupe.
Pour la saison 2016-2017, Christophe Cassan, ancien adjoint de Frédéric Bougeant, prend la direction de l'équipe.
En 2019, Jean-Pierre Gontier, alors président et principal investisseur, se retire définitivement du club,. Les dirigeants ne parviennent pas à tourner la page, avec sur le plan sportif la descente en deuxième division en 2022 et sur le plan financier une lente descente aux enfers. Avec un passif de près de 293 000 €, le club voit mi-novembre la Métropole d'Orléans ne pas lui accorder une subvention exceptionnelle de 100 000 € et le 30 novembre 2022, le tribunal de commerce d'Orléans prononce la liquidation judiciaire,, ce qui met fin au handball féminin professionnel à Fleury-les-Aubrais.
En 2023, l'équipe Espoirs qui avait réussi à se maintenir en Nationale 1 (D3) au fil des saisons est finalement devenue l'équipe première du club. C'est lors de cette saison que l'équipe réserve en N2 est apparue.

## Résultats
| Compétitions internationales | Championnats nationaux                                                                                | Coupes nationales |
| - Ligue des Champions : - tour principal en 2016 - Coupe d'Europe des vainqueurs de Coupe : - finaliste en 2015 - Coupe Challenge : - demi-finaliste en 2012 | - Division 1 : - champion en 2015 - vice-champion en 2013 et 2016 - Division 2 : 1 - champion en 2003 | - Coupe de France : 1 - vainqueur en 2014 - Coupe de la Ligue : 2 - vainqueur en 2015 et 2016 - finaliste en 2008 et 2014 |

## Parcours en championnat
| Saison    | Championnat | Championnat | Coupes             | Coupes             | Europe                |
| Saison    | Niv.        | Rang        | France             | Ligue              | Europe                |
| --------- | ----------- | ----------- | ------------------ | ------------------ | --------------------- |
| 1999-2000 | D2          | 3e          | pas de compétition | pas de compétition | non qualifié          |
| 2000-2001 | D1          | 11e         | 1/8 de finale      | pas de compétition | non qualifié          |
| 2001-2002 | D2          | 4e          | 1/8 de finale      | pas de compétition | non qualifié          |
| 2002-2003 | D2          | 1er         | ?                  | ?                  | non qualifié          |
| 2003-2004 | D1          | 5e          | pas de compétition | 1/4 de finale      | non qualifié          |
| 2004-2005 | D1          | 3e          | ?                  | 1/4 de finale      | C4 : 1/8 finale       |
| 2005-2006 | D1          | 5e          | ?                  | 1/2 finale         | C3 : 1/16 finale      |
| 2006-2007 | D1          | 10e         | ?                  | ?                  | C4 : 1/8 finale       |
| 2007-2008 | D1          | 10e         | pas de compétition | finaliste          | -                     |
| 2008-2009 | D1          | 8e          | ?                  | 1/2 finale         | -                     |
| 2009-2010 | D1          | 9e          | 1/16 de finale     | ?                  | -                     |
| 2010-2011 | D1          | 7e          | 1/4 de finale      | 1/4 de finale      | -                     |
| 2011-2012 | D1          | 8e          | ?                  | 1/2 finale         | C4 : 1/2 finale       |
| 2012-2013 | D1          | 2e          | 1/4 de finale      | 1/2 finale         | -                     |
| 2013-2014 | D1          | 4e          | Vainqueur          | finaliste          | C2 : 1/4 finale       |
| 2014-2015 | D1          | 1er         | 1/2 finale         | Vainqueur          | C2 : finaliste        |
| 2015-2016 | D1          | 2e          | 1/8 de finale      | Vainqueur          | C1 : tour principal   |
| 2016-2017 | D1          | 9e          | 1/4 de finale      | pas de compétition | C3 : 2e tour          |
| 2017-2018 | D1          | 10e         | 1/8 de finale      | pas de compétition | -                     |
| 2018-2019 | D1          | 7e          | 1/8 de finale      | pas de compétition | -                     |
| 2019-2020 | D1          | 3e          | 1/8 de finale      | pas de compétition | -                     |
| 2020-2021 | D1          | 9e          | 1/4 de finale      | pas de compétition | C3 : phase de groupes |
| 2021-2022 | D1          | 14e         | 1/2 finale         | pas de compétition | -                     |
| 2022-2023 | D2          | forfait     | forfait            | pas de compétition | -                     |
| 2023-2024 | N1 (D3)     | en cours    | -                  | -                  |                       |

1. ↑  C1=Ligue des champions ; C2=Coupe des vainqueurs de coupes ;
0C3=Coupe de l'EHF ; C4=Coupe Challenge

## Infrastructures
Le CJF Fleury Loiret Handball s'entraine et dispute ses matchs au Gymnase Albert Auger, situé dans le quartier de Lamballe à Fleury-les-Aubrais. Les séances de musculation s'effectue dans les locaux de L'Atelier Coaching à Fleury les Aubrais.
Le club disputait ses matchs au Palais des Sports d'Orléans et à la Halle des sports du Bois Joly de Saran.

## Personnalités liées au club

### Joueuses
Parmi les joueuses ayant évolué au club, on trouve :
- Manon Le Bihan : de 2016 à 2018
- Mélissa Agathe : de 2011 à 2018 et de 2020 à 11/2022
- Nely Carla Alberto : de 2012 à 2014
- / Alexandrina Barbosa : de 2014 à 2016
- Paule Baudouin : de 2016 à 2018
- Audrey Bruneau : de 2013 à 2015
- Marion Callavé : de 2012 à 2015
- Elisabeth Chávez : de 2015 à 2017
- Hadja Cissé : de 2015 à 2016
- Koumba Cissé : de 2009 à 2010 et 2011 à 2014
- Beatriz Fernández Ibáñez : de 2012 à 2015
- Biljana Filipović-Bandelier : de 2008 à 2010
- Julie Foggea : de 2009 à 2012 et 2015 à 2017
- Amélie Goudjo : de 2005 à 2007
- Manon Grimaud : de 2014 à 2017
- Manon Houette : de 2010 à 2016
- Mateja Janes : de 2007 à 2009
- Laura Kamdop : de 2010 à 2016 et de 2017 à 11/2022
- Nimétigna Keita : de 2008 à 2010
- Laurisa Landre : de 2000 à 2012
- Marta López Herrero : de 2012 à 2016
- Christelle Manga : de 2013 à 2015
- Marta Mangué : de 2013 à 2015
- Rafika Marzouk : de 2010 à 2012
- Daniela Alejandra Miño Larenas : de 2014 à 2017
- Roseline Ngo Leyi : de 2014 à 2016
- Gnonsiane Niombla : de 2010 à 2016
- Estelle Nze Minko : de 2015 à 2016
- Wendy Obein : de 2004 à 2009
- Edina Őri : de 2010 à 2012
- / Darly Zoqbi de Paula : de 2013 à 2016
- Camille Rassinoux : de 2010 à 2014
- Mariama Signaté : de 2005 à 2008
- Karolina Siódmiak : de 2012 à 2014
- Ana de Sousa : de 2006 à 2007
- Ionela Stanca-Gâlcă : de 2013 à 2014
- Maakan Tounkara : de 2013 à 2016
- Ágnes Turtóczki : de 2006 à 2010
- / Karolina Zalewski-Gardoni : de 2000 à 2008

### Entraîneurs
- Daniel Villain : de 1992 à 2006
- Christophe Maréchal : de 2009 à 2012
- Frédéric Bougeant : de 2012 à 2016
- Christophe Cassan : de 2016 à 11/2022
- Clément Machy : depuis 2023